# 古見駅 (岡山県)
古見駅（こみえき）は、岡山県真庭市古見にある、西日本旅客鉄道（JR西日本）姫新線の駅である。

## 歴史
- 1958年（昭和33年）4月1日：国鉄姫新線美作追分 - 久世間に新設[1]。
  - 当時の所在地表示は岡山県真庭郡落合町古見であった[1]。
- 1987年（昭和62年）4月1日：国鉄分割民営化に伴い、JR西日本の駅となる[1]。

## 駅構造

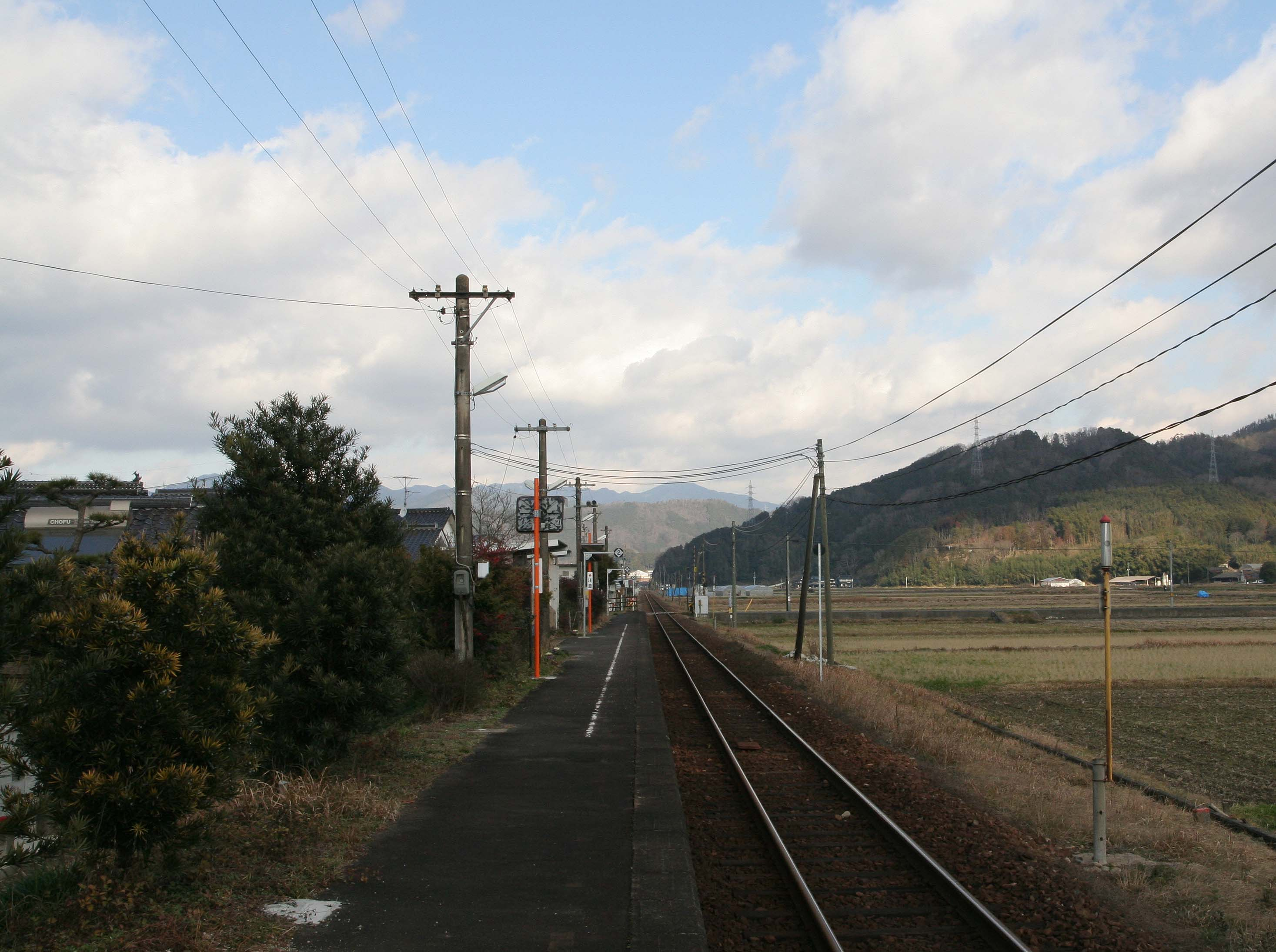
構内（2008年1月）

新見方面に向かって左側に単式ホーム1面1線を有する地上駅（停留所）。棒線駅のため、新見方面行・津山方面行双方が同一ホームに発着する。駅舎は無いが、ホーム上に待合所がある。
津山駅管理の無人駅。自動券売機は設置されていない。

## 利用状況
近年の1日平均乗車人員の推移は以下の通り。
| 乗車人員推移     | 乗車人員推移 |
| 年度             | 1日平均人数  |
| ---------------- | ------------ |
| 1999（平成11年） | 40           |
| 2000（平成12年） | 44           |
| 2001（平成13年） | 43           |
| 2002（平成14年） | 43           |
| 2003（平成15年） | 43           |
| 2004（平成16年） | 45           |
| 2005（平成17年） | 48           |
| 2006（平成18年） | 44           |
| 2007（平成19年） | 44           |
| 2008（平成20年） | 44           |
| 2009（平成21年） | 46           |
| 2010（平成22年） | 44           |
| 2011（平成23年） | 49           |
| 2012（平成24年） | 52           |
| 2013（平成25年） | 62           |
| 2014（平成26年） | 61           |
| 2015（平成27年） | 64           |
| 2016（平成28年） | 66           |
| 2017（平成29年） | 74           |
| 2018（平成30年） | 69           |
| 2019（令和元年） | 69           |
| 2020（令和02年） | 72           |
| 2021（令和03年） | 69           |

## 駅周辺
- 落合古見郵便局
- 旭川
- 国道313号
- 岡山県道390号古見月田停車場線
- ナンバホームセンター 落合店

## 隣の駅
西日本旅客鉄道（JR西日本）
 姫新線
■快速
通過
■普通
美作落合駅 - 古見駅 - 久世駅